# Iélokh (Kírov)
|  | Per a altres significats, vegeu «Iélokh». |

Iélokh (en rus: Елох) és una ciutat de l'óblast de Kírov, a Rússia, segons el cens del 2010 tenia 20. Pertany al districte (raion) de Viàtskie Poliani.